# Албучето (Рим)
Албучето (итал. Albucceto) је насеље у Италији у округу Рим, региону Лацио.
Према процени из 2011. у насељу је живело 45 становника. Насеље се налази на надморској висини од 169 м.